# Составитель поездов

Составитель поездов на маневровых работах

Составитель поездов — сотрудник предприятия железнодорожного транспорта, отвечающий за формирование и расформирование поездов, различных составов, безопасность при производстве маневровой работы. Составитель поездов может быть как руководителем маневровых передвижений поездов, так и исполнителем этих работ. Допуск к работе на путях необщего пользования выдаётся составителям поездов 3-го и 4-го разрядов, согласно ЕТКС. Допуск к работе на путях общего пользования выдаётся составителям поездов 5-го, 6-го и 7-го разрядов, согласно ЕТКС.
Составитель поездов в процессе работы выполняет следующие операции:
- по радиосвязи, а также ручными и звуковыми сигналами даёт команды на движение маневровому локомотиву, ССПС с вагонами и без;
- расцепку и сцепку вагонов;
- соединение и разъединение тормозных рукавов;
- закрепление состава при его остановке;
- перевод нецентрализованных стрелок;
- вытормаживание отцепов (то есть регулирование скорости движения одного вагона или группы вагонов, 1) следующих на путь под действием собственного веса при следовании с профилированной сортировочной горки посредством надвига; 2) следующих на путь под действием силы инерции при расформировании составов методом одиночного толчка).

Составитель поездов, являясь руководителем маневровой бригады, обязан перед началом маневровых передвижений довести план маневровой работы до членов маневровой бригады, в которую, помимо составителя поездов, также входят: машинист локомотива и его помощник, дежурные стрелочных постов, регулировщики скоростей и сигналисты. Составитель поездов находится в оперативном подчинении у дежурного по станции (ДСП), маневрового диспетчера (ДСЦ), реже дежурного по парку (ДСПП) или дежурного по горке (ДСПГ).
Основными нормативными документами, которыми руководствуется составитель поездов в процессе маневровой работы, являются ПТЭ, ИСИ, ИДП, а также ТРА станции, на которых он выполняет маневровую работу, «Регламент переговоров машиниста, ДСП и составителя поездов при маневровой работе», «Должностная инструкция составителю поездов и его помощнику», а также прочие распоряжения, приказы и телеграммы.